# منگ لینگ‌ژی
منگ لینگ‌ژی (به چینی: 孟令哲،  زادهٔ ۱۶ آوریل ۱۹۹۸) یک کشتی‌گیر فرنگی‌کار اهل کشور چین است.
از افتخارات وی می‌توان به کسب مدال نقره بازی‌های آسیایی ۲۰۲۲ و مدال برنز بازی‌های المپیک ۲۰۲۴ پاریس  اشاره کرد.

## فعالیت حرفه‌ای

### المپیک ۲۰۲۴ پاریس
لینگ‌ژی در وزن ۱۳۰ کیلوگرم کشتی فرنگی المپیک ۲۰۲۴ پاریس حاضر بود که در کشتی های اول و دوم جلو کراهمر از آلمان و مانتاس کنیستاتاس از لیتوانی را شکست داد اما در نیمه نهایی به یاسمانی آکوستا از شیلی باخت و به دیدار رده‌بندی رفت. وی در دیدار رده‌بندی عبدالطیف محمد از مصر را شکست داد و مدال برنز را بدست آورد.